# Cheng Chi-ya
Cheng Chi-ya (chinesisch 程琪雅; * 26. Dezember 1992) ist eine taiwanische Badmintonspielerin. 

## Karriere
Cheng Chi-ya stand 2012 im Hauptfeld der Chinese Taipei Open und der Macau Open. 2013 siegte sie bei den Polish International. Bei den Czech International 2013 belegte sie Rang zwei ebenso wie bei den Belgian International 2013.